# Hapaline brownii
Hapaline brownii är en kallaväxtart som beskrevs av Joseph Dalton Hooker. Hapaline brownii ingår i släktet Hapaline och familjen kallaväxter. Inga underarter finns listade.

## Bildgalleri

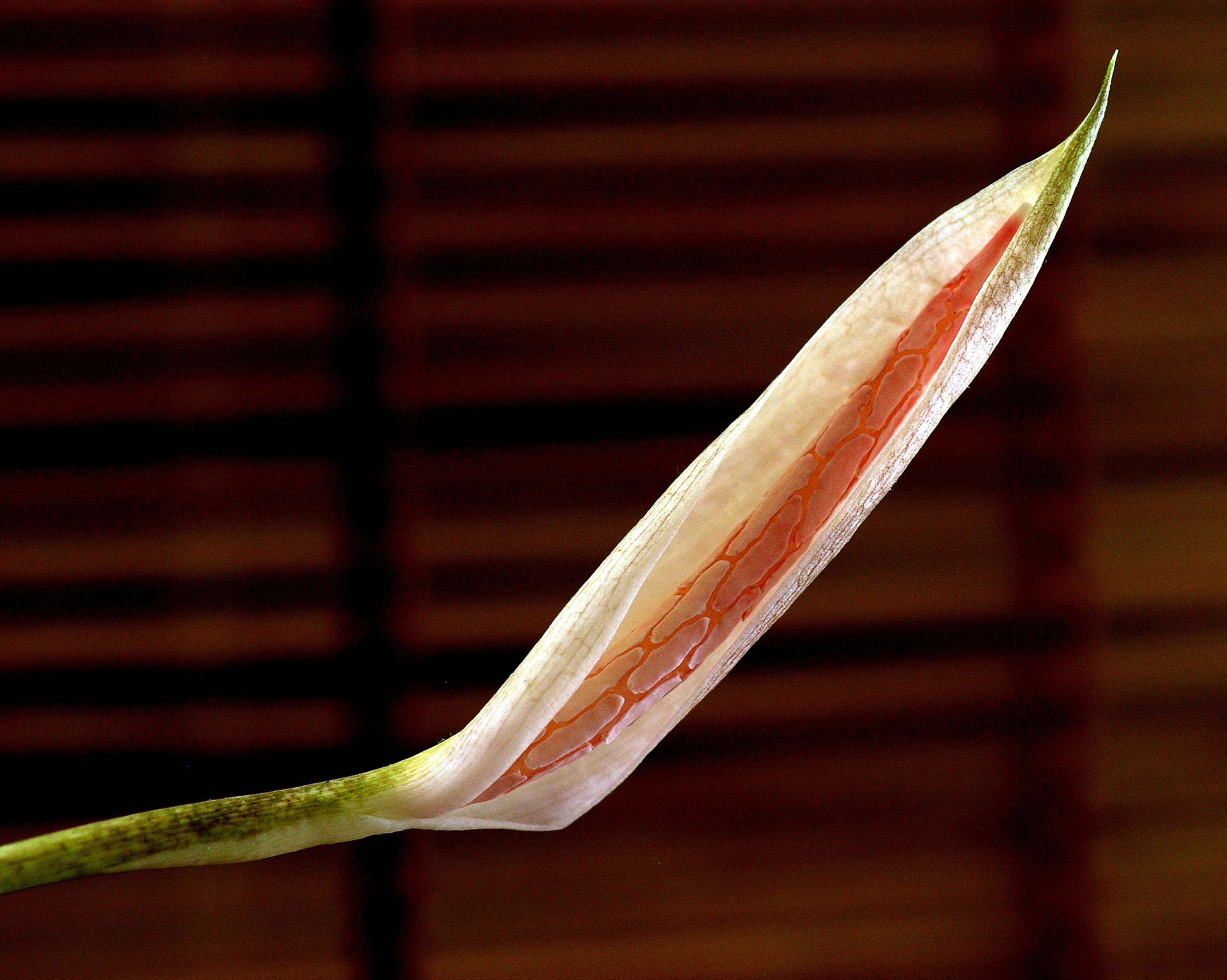